# Olanu
Olanu es una comuna ubicada en el distrito Vâlcea, Rumania.

## Superficie
Posee una superficie de 33,78 kilómetros cuadrados.

## Demografía
Hasta 2021 la población era de 2501 habitantes, con una densidad de población de 74,04 habitantes por kilómetro cuadrado.